# Blatno (Lounyi járás)
Blatno település Csehországban, Lounyi járásban. Blatno Lubenec, Kryry, Vroutek, Tis u Blatna, Pastuchovice, Žihle, Velečín és Krty településekkel határos. Lakosainak száma 498 fő (2024. január 1.).

## Népesség
A település lakosságának változását az alábbi diagram mutatja:
| Lakosok száma | 508  | 559  | 638  | 593  | 592  | 553  | 530  | 509  | 495  | 498  |
|               | 1869 | 1890 | 1921 | 1950 | 1980 | 2001 | 2017 | 2019 | 2022 | 2024 |